# Bughi
Bughi albo Buki (ar. بوغي lub بوكى, fr. Boghé) – miasto położone w południowo-zachodniej Mauretanii. Leży na granicy z Senegalem nad rzeką Senegal. Według danych szacunkowych miasto liczy 30 864 mieszkańców (2013).